# Cimetière militaire allemand de Noyers-Pont-Maugis
Le Cimetière militaire allemand de Noyers-Pont-Maugis est un cimetière militaire de la Première Guerre mondiale et de la Seconde Guerre mondiale, situé sur le territoire de la commune de Noyers-Pont-Maugis, dans le département des Ardennes, en France.
Ce lieu de mémoire a été créé après la Première Guerre mondiale, en 1922.

## Historique
En 1922, les autorités françaises commencent à aménager ce cimetière.
Pendant la Seconde Guerre mondiale, la Wehrmacht procède également à des inhumations, plante des arbres et contribue à l'aménagement du lieu.
À la suite de la première convention franco-allemande sur les sépultures de guerre signée le 23 octobre 1954, des transferts sont effectués pour regrouper en cet endroit différents cimetières, de manière à faciliter l'entretien des tombes. Les sépultures transférées proviennent notamment d'un cimetière provisoire entre Oches et Sy, dont beaucoup de soldats de la Division Grossdeutschland tués à la bataille de Stonne, d'un cimetière situé initialement à Faux, et d'un autre situé à la ferme de Soiry à Inor.
Un second traité du 19 juillet 1966 organise l'entretien des cimetières avec l'intervention du Volksbund Deutsche Kriegsgräberfürsorge (VDK).
Le VDK est une association humanitaire créée en Allemagne dès 1919 et chargée par le gouvernement allemand d'entretenir les sépultures de guerre allemandes, et de délivrer de l'information aux familles des soldats inhumés. Cette association est tournée vers les jeunes, dans le cadre d'actions de mémoire partagée. Le VDK a pour mot d'ordre « Réconciliation sur les tombes - Travail pour la paix », et avait vu son activité compromise momentanément pendant la période nazie.

## Description
Le site de 7 ha  est calme et bien entretenu, sur un terrain en pente, à l'écart de la commune de Noyers-Pont-Maugis, vers l'ouest, et au sud de Sedan.
Le bâtiment d'entrée comprend une salle d'accueil avec un registre et un plan d'orientation. De ce bâtiment d'entrée, un chemin en ardoises conduit au monument aux morts, une petite chapelle carré recouverte d'un toit en cuivre. L'intérieur est éclairé par trois fenêtres rondes garnies de verres de couleur, avec une voute en arête. Une sculpture en calcaire réalisée par Kurt Schwippert représente une femme symbolisant la Mère Patrie. Dans le pavement, une dalle porte l'inscription : 

« Dans ce cimetière reposent 14 055 morts de la Première Guerre mondiale et 12 788 morts de la deuxième guerre mondiale, dont restent inconnus 4 903 soldats de la Première Guerre mondiale et 627 soldats de la deuxième guerre mondiale »

Un chemin  conduit à une grande croix de granit gris de 11 mètres de haut. Une des fosses communes  du cimetière se trouve au-dessus de ce chemin. La croix regarde vers l'Est, en direction de l'Allemagne. Le visiteur dispose également de cet endroit d'une vue sur la Meuse.
Le cimetière de la Première Guerre mondiale est divisé en deux blocs marqué A et B. Celui de la Seconde Guerre mondiale est divisé en 8 blocs. Les quatre premiers blocs comportent des tombes disposées de manière plus resserrée, avec une dalle pour deux morts, pour éviter une forêt de croix. Dans les quatre autres blocs ainsi que pour les blocs A et B de 1914-1918, chaque croix portent 4 ou 6 noms.
Le terrain comporte des groupes d'arbres et d'arbustes, bouleaux, frênes, érables, chênes, mélèzes, pins, etc. Des sapins délimitent le cimetière vers le haut.

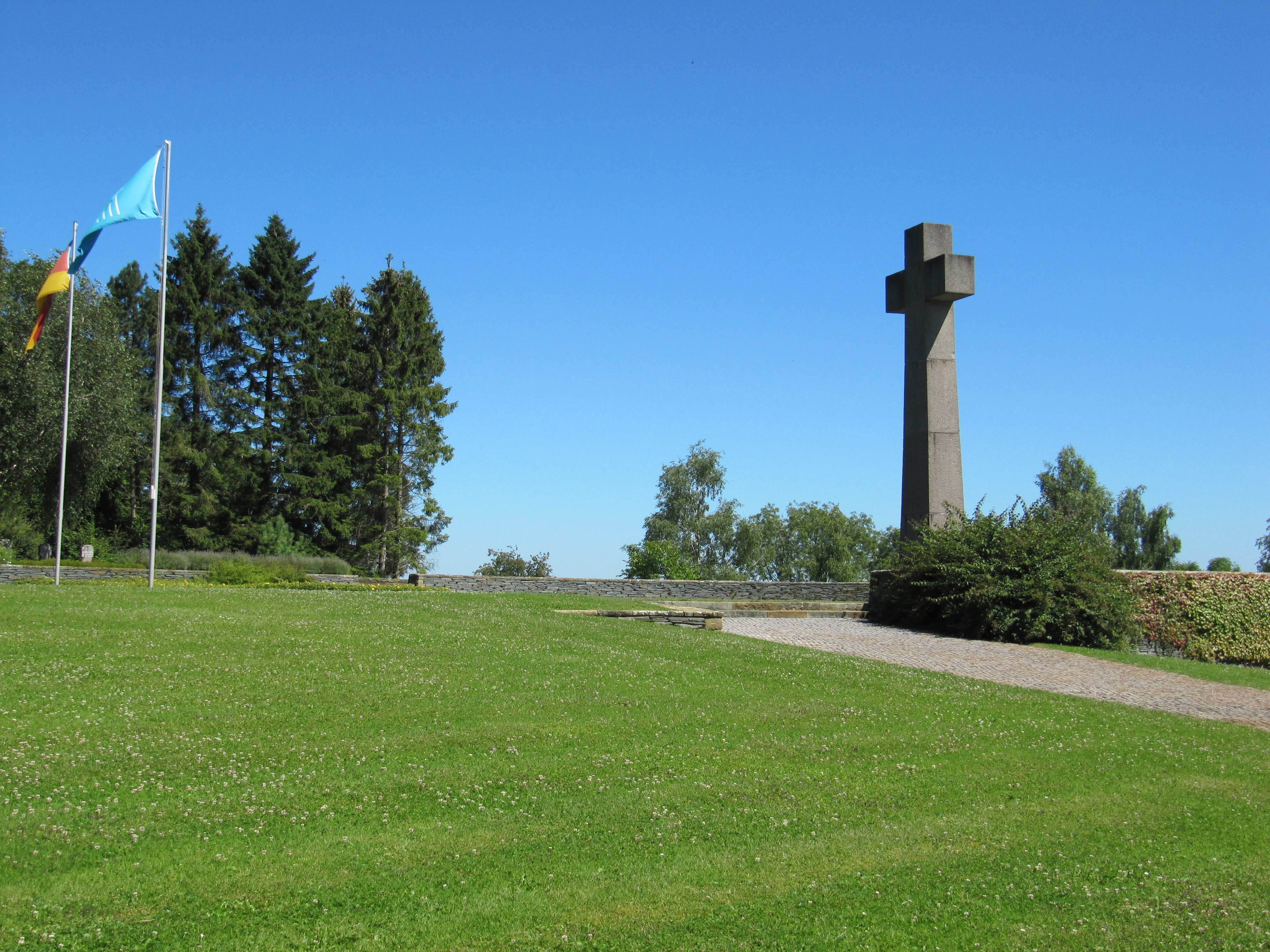
La grande croix de granit
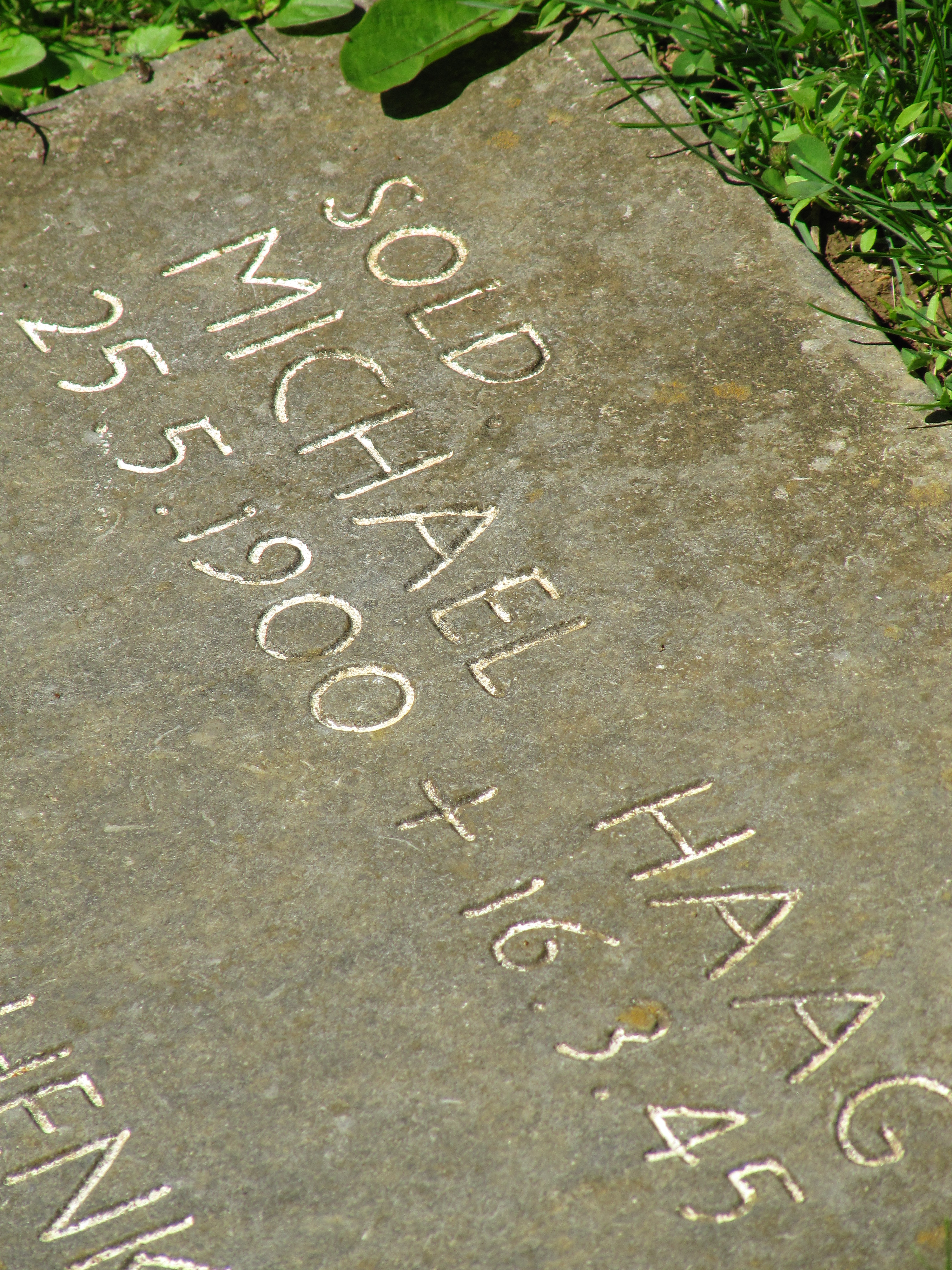
Tombe
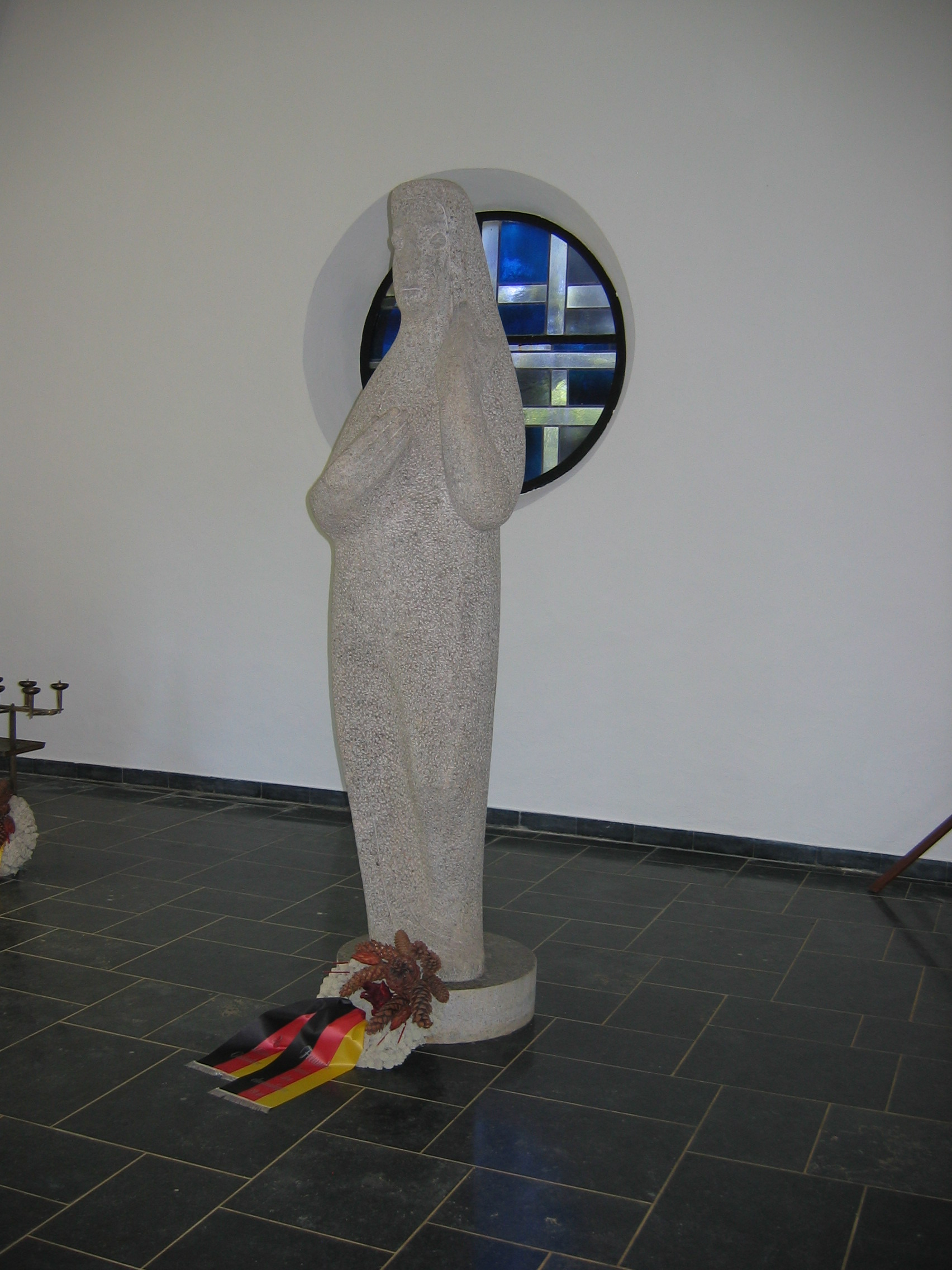
Intérieur de la Chapelle
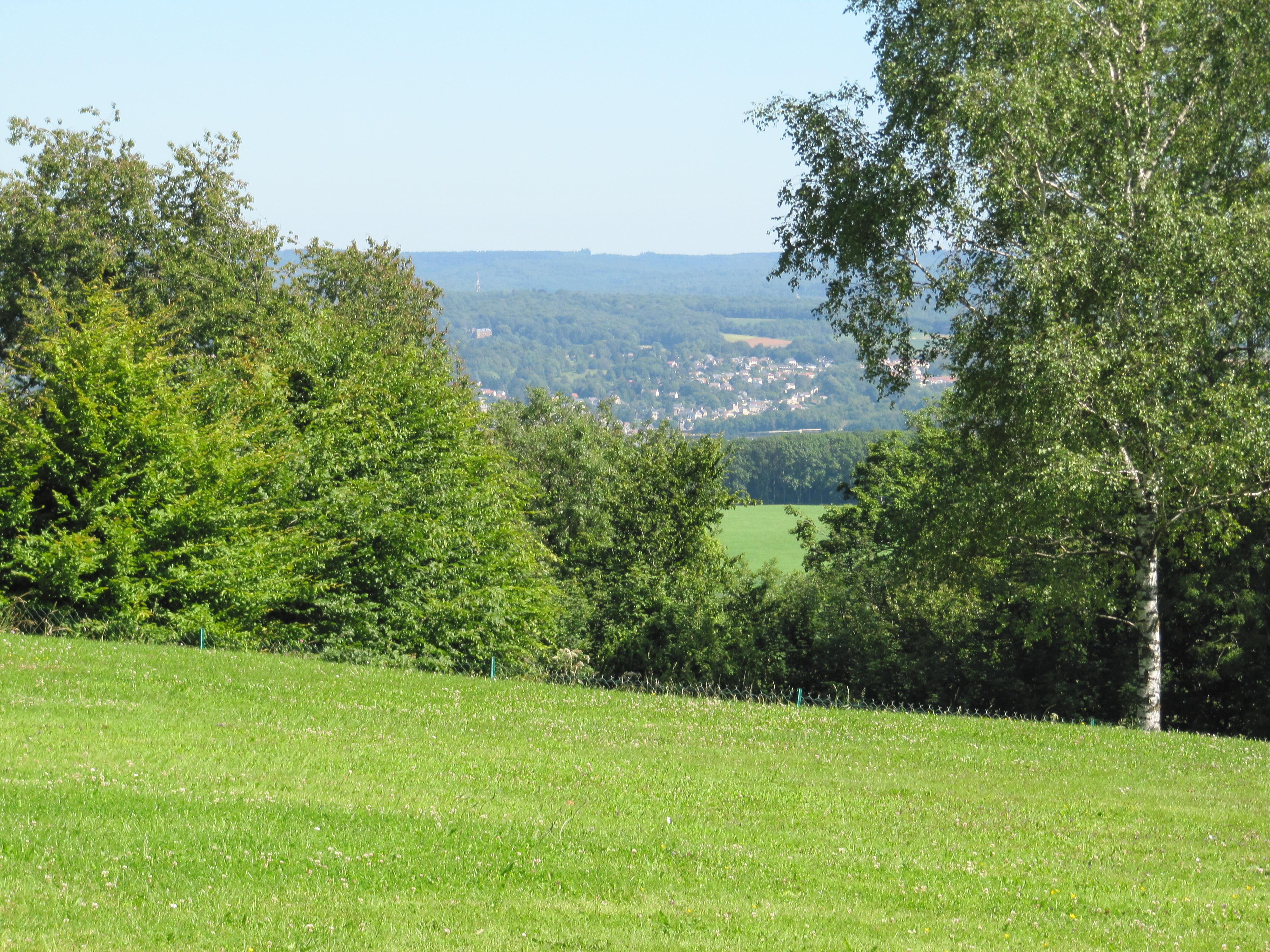
Vue sur la cuvette de Sedan

Juste à côté du cimetière allemand, se trouve un cimetière dédié aux soldats français. La plupart sont tombés lors de la première guerre mondiale. 1 200 d’entre eux sont dans une fosse commune et 528 dans des tombes individuelles. C’est du 26 au 28 août 1914 que des régiments bretons et vendéens résistent à l’armée allemande. Ce cimetière français abrite également des tombes de soldats du Commonwealth.
Non loin se trouve la tombe du colonel Marolles, du 137e régiment d'infanterie, mort au combat le 27 août 1914. Ses dernières paroles auraient été « Je meurs content, mes hommes sont des braves ».
Un point de vue est aménagé à côté de l'entrée du cimetière français, offrant une vue panoramique sur la cuvette de Sedan, avec un panneau d'informations sur les combats successifs en ces lieux en 1870, 1914, 1918, 1940.